# 桃園市立內壢高級中等學校
桃園市立內壢高級中等學校（英語：Taoyuan Municipal Nei-Li Senior High School），簡稱內壢高中、內高、壢中或NLHS，是臺灣桃園市中壢區內壢地區的一所普通高中，創校於1999年，為桃園市境內最晚設立的國立高中，2018年1月1日改制為市立高中。校服有三個顏色、紅、白、深藍色。

## 沿革
1996年於臺灣省立武陵高中（今桃園市立武陵高級中等學校）成立臺灣省立中壢第二高級中學籌備處。1999年臺灣省立內壢高級中學正式成立。2000年因應政府精省政策，改隸教育部管轄、更名為國立內壢高級中學。2018年1月1日因應桃園縣升格直轄市，改隸桃園市政府教育局管轄，更名為桃園市立內壢高級中等學校。
2021年，學生代表向服儀委員會提案，刪除「不可單獨背其他非制式背包」及「進出校門務必穿著校服」兩項規定，經過討論後順利通過。

## 歷任校長
| 任期 | 姓名   | 到職日期  | 離職日期  | 備註                                                                         |
| ---- | ------ | --------- | --------- | ---------------------------------------------------------------------------- |
| 1    | 鄭金和 | 1999年8月 | 2006年1月 | 原桃園縣立慈文國民中學校長轉任，屆齡退休。                                   |
| 2    | 張永福 | 2006年2月 | 2011年7月 | 原國立暨南國際大學附屬高級中學校長轉任，屆齡退休。                           |
| 3    | 李麗花 | 2011年8月 | 2018年7月 | 原國立中壢高級商業職業學校校長轉任，任內退休。                               |
| 4    | 王炎川 | 2018年8月 | 2023年7月 | 原桃園市立觀音高級中等學校校長轉任，任內退休應聘桃園市大華高級中等學校校長。 |
| 5    | 蘇鴻銘 | 2023年8月 | 現任      | 原桃園市立中壢商業高級中等學校校長轉任。                                     |

## 校友
- 潘裕文：超級星光大道第一屆第三名。
- 吳念軒： 臺灣男演員、主持人。
- 劉康彥：第10屆新竹市議會議員（2018年－2022年）、第11屆新竹市議會議員（2022年－2026年）。
- someshit 山姆： 2025金曲獎最佳新人。

## 姊妹校
- 日本滋賀縣滋賀縣立玉川高等學校（日语：滋賀県立玉川高等学校）[3]（2015年11月11日－）

## 外部連結
- （繁體中文）桃園市立內壢高級中學官網 （页面存档备份，存于）